# غوغ تبة (غرغين)
غوغ تبة (بالفارسية: گوگ تپه) هي قرية تقع في إيران في قسم غرغین الريفي. يقدر عدد سكانها بـ 28 نسمة بحسب إحصاء 2016.